# 日本山岳写真協会
日本山岳写真協会（にほんさんがくしゃしんきょうかい、Japan Alpine Photographers Association、略称JAPA）は日本の山岳写真家の組織団体。プロ・アマともに在籍している。1939年に東京山岳写真会として発足、全国組織への広がりを機として1947年に日本山岳写真協会へ改称。全国に7支部を持つ。現在の会長は橋本勝。

## 所在地
- 東京都新宿区四谷三栄町15番4号 第一原嶋ビル502号室

## 設立経緯
- 1936年11月 - 東京の神楽坂周辺でカメラハイキングクラブ(CHC)結成。岩科小一郎と内田耕作の呼びかけから、船越好文、嶋村正雄、斎藤金一郎、風見武秀らが参加。最盛期には会員数150人にまで拡大。
- 1939年 - CHCから退会[5]した岩科小一郎、船越好文、嶋村正雄、斎藤金一郎、風見武秀らが中心に「東京山岳写真会」を設立[6]。穂苅三寿雄、中野峻陽、岡田紅陽、清水武甲、塚本閤治らが参加。
- 1940年7月16日～20日 - 東京・日本橋髙島屋にて最初の「東京山岳写真会展」を開催。22人が65点を出品。
- 1943年 - 第二次世界大戦による世相悪化を受け、活動休止。
- 1945年8月15日 - 終戦。
- 1946年 - 塚本閤治、小合正勝、川崎吉蔵[7]により、東京山岳写真会の再開準備を開始。同年秋、東京西新橋・桜田会館にて戦後初となる山岳写真展を開催。これをきっかけに旧会員の消息もはっきりし再開が本格化[8]。
- 1947年 - 名称を東京山岳写真会から日本山岳写真協会に改め[9]、現在に至る。

## 主催事業
- 写真展 - 日本山岳写真協会展、一般公募展、選抜展、各支部展などを開催。
- コンテスト - 一般公募にて特選・準特選・入選作品を選抜し授賞。
- 出版物 - 山岳写真の完成[11]、山岳写真の上達技法[12]、山岳写真の探究[13]、日本花名山[14]、写真集「美山彩嶺」、写真集「美山彩嶺Ⅱ」、写真集「美山彩嶺Ⅲ」など。
- カレンダー - 「日本の名山」(各年度)
- 撮影会 - 北アルプス、谷川岳、奥秩父などの山岳地で開催。
- 公開講座 - 作品研究会、撮影地情報、撮影機材紹介、山岳知識など。
- 研究会 - デジタル研究会、組写真勉強会など。

## 支部活動
- 松本支部 - 長野県松本市、安曇野市を中心に活動
- 両毛支部 - 群馬県、栃木県を中心に活動
- 東海支部 - 愛知県など東海地区を中心に活動
- 山梨支部 - 山梨県を中心に活動
- 関西支部 - 京都、大阪など京阪神地区を中心に活動
- 南信支部 - 長野県伊那市を中心に活動
- 北陸支部 - 富山県、石川県など北陸地区を中心に活動